# Малотино
Малотино (на македонска литературна норма: Малотино) е село в Северна Македония, в община Старо Нагоричане.

## География
Селото е разположено в областта Средорек в долината на десния бряг на река Бистрица, в южните склонове на планината Козяк.

## История
В османски данъчни регистри на немюсюлманското население от вилаета Кратова от 1620-1621 година селото е отбелязано под името Малотин с 10 джизие ханета (домакинства).
В края на XIX век Малотино е българско село в Кумановска каза на Османската империя. Според статистиката на Васил Кънчов („Македония. Етнография и статистика“) от 1900 г. Малотино е населявано от 440 жители българи християни.
По-голямата част от населението на селото е под върховенството на Българската екзархия. По данни на секретаря на екзархията Димитър Мишев („La Macédoine et sa Population Chrétienne“) в 1905 година в Малотино има 480 българи екзархисти и 64 българи патриаршисти сърбомани и в селото функционира българско училище. Според секретен доклад на българското консулство в Скопие всичките 60 къщи в Маложино през 1904 година под натиска на сръбската пропаганда в Македония признават Цариградската патриаршия.
В учебната 1907/1908 година според Йован Хадживасилевич в селото има патриаршистко училище.
При избухването на Балканската война в 1912 година 2 души от Малотино са доброволци в Македоно-одринското опълчение.
По време на Първата световна война Малотино е част от Рамновска община и има 333 жители.
Според преброяването от 2002 година селото има 37 жители.
| Националност     | Всичко |
| северномакедонци | 33     |
| албанци          | 0      |
| турци            | 0      |
| роми             | 0      |
| власи            | 0      |
| сърби            | 4      |
| бошняци          | 0      |
| други            | 0      |